# Dorinel Popa
Dorinel Popa (n. 29 noiembrie 1988, Focșani, Vrancea, România) este un jucător de fotbal român care evoluează pe postul de mijlocaș defensiv.